# Hamry nad Sázavou
Hamry nad Sázavou é uma comuna checa localizada na região de Vysočina, distrito de Žďár nad Sázavou.